# 梅達薩峰

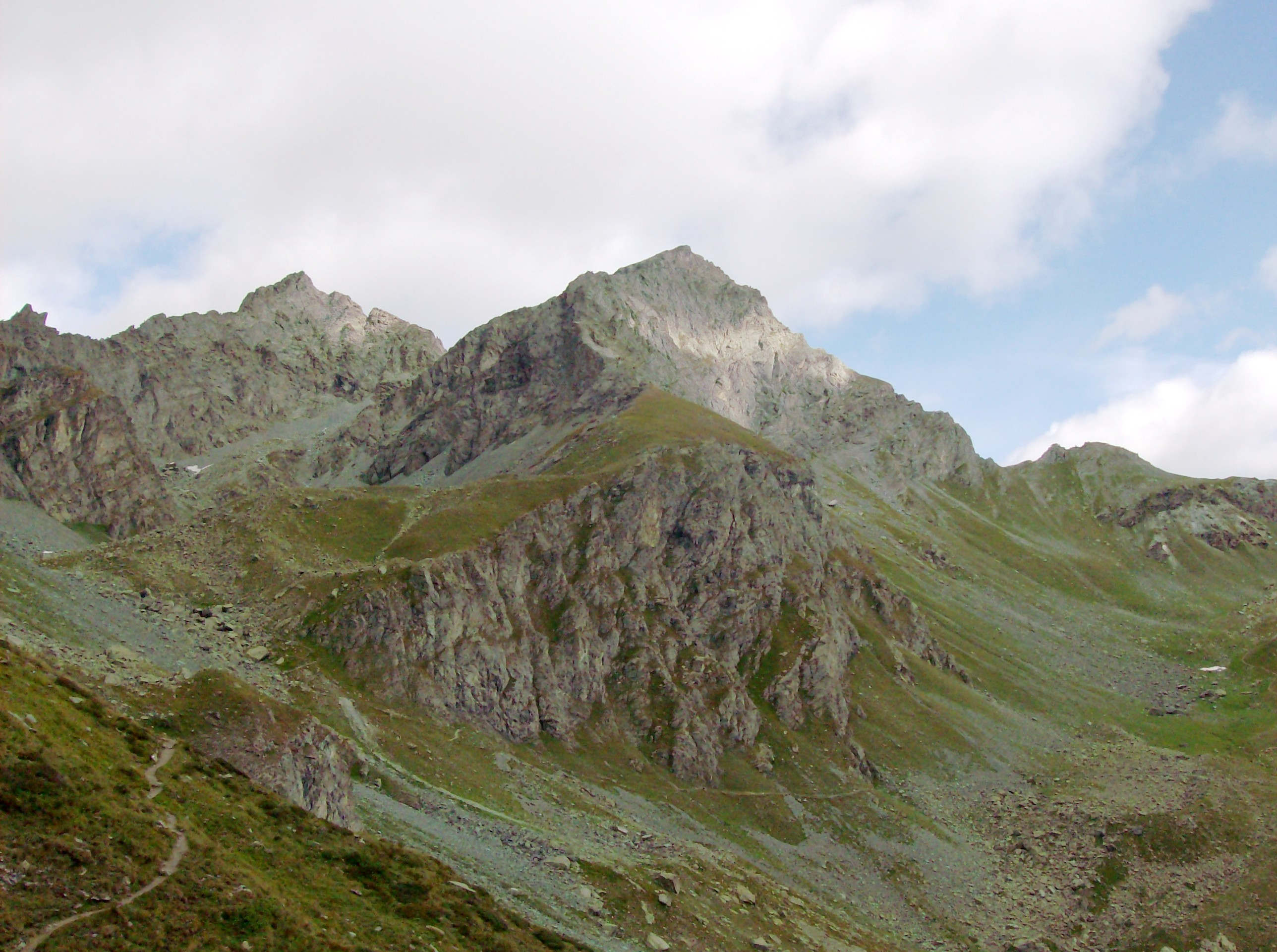

44°43′09″N 07°04′20″E / 44.71917°N 7.07222°E
梅達薩峰（義大利語：Monte Meidassa），是意大利的山峰，位於該國西北部，由皮埃蒙特大區負責管轄，屬於科蒂安阿爾卑斯山脈的一部分，海拔高度3,105米，每年平均降雨量1,435毫米。